# Markus Brzenska
Markus Brzenska (ur. 25 maja 1984 w Lünen) – niemiecki piłkarz pochodzenia polskiego. Gra na pozycji obrońcy w FC Viktoria Köln.

## Kariera klubowa
Jego pierwszym klubem piłkarskim był BV Lünen, z którego w 1993 trafił do Borussii Dortmund. W 1. Bundeslidze zadebiutował w wieku 19 lat w barwach klubu z Dortmundu przeciwko Bayernowi Monachium. Klub Brzenski przegrał ten mecz 1:4, a on sam otrzymał czerwoną kartkę. Jednakże w kolejnych meczach prezentował wysoką formę i w ten sposób stał się podstawowym graczem Borussii. Z czasem jego pozycja w klubie osłabła, dlatego w 2008 został wypożyczony do MSV Duisburg. W 2009 przeszedł do drugoligowego Energie Cottbus. Od wiosny sezonu 2013/2014 występuje w czwartoligowej Viktorii Köln.

## Kariera reprezentacyjna
Zawodnik w przeszłości występował w młodzieżowej reprezentacji Niemiec. W październiku 2010 zadeklarował chęć gry w reprezentacji Polski (jego rodzina wyemigrowała do Niemiec).

### Statystyki
Aktualne na dzień 1 czerwca 2017:
| Klub               | Sezon              | Liga               | Liga  | Liga   | Puchar kraju | Puchar kraju | Baraże | Baraże | Suma  | Suma   |
| Klub               | Sezon              | Liga               | Mecze | Bramki | Mecze        | Bramki       | Mecze  | Bramki | Mecze | Bramki |
| ------------------ | ------------------ | ------------------ | ----- | ------ | ------------ | ------------ | ------ | ------ | ----- | ------ |
| Borussia Dortmund  | 2003/2004          | Bundesliga         | 5     | 0      | 3            | 0            | –      | –      | 36    | 7      |
| Borussia Dortmund  | 2004/2005          | Bundesliga         | 23    | 1      | 1            | 0            | –      | –      | 24    | 1      |
| Borussia Dortmund  | 2005/2006          | Bundesliga         | 21    | 2      | 0            | 0            | –      | –      | 21    | 2      |
| Borussia Dortmund  | 2006/2007          | Bundesliga         | 25    | 3      | 1            | 0            | –      | –      | 25    | 3      |
| Borussia Dortmund  | 2007/2008          | Bundesliga         | 12    | 0      | 1            | 1            | –      | –      | 13    | 1      |
| Borussia Dortmund  | Ogólnie            | Ogólnie            | 86    | 6      | 6            | 1            | 0      | 0      | 92    | 7      |
| MSV Duisburg       | 2008/2009          | 2. Bundesliga      | 33    | 2      | 2            | 0            | –      | –      | 35    | 2      |
| MSV Duisburg       | Ogólnie            | Ogólnie            | 33    | 2      | 2            | 0            | 0      | 0      | 35    | 2      |
| Energie Cottbus    | 2009/2010          | 2. Bundesliga      | 31    | 0      | 2            | 0            | –      | –      | 33    | 0      |
| Energie Cottbus    | 2010/2011          | 2. Bundesliga      | 30    | 1      | 5            | 0            | –      | –      | 35    | 1      |
| Energie Cottbus    | 2011/2012          | 2. Bundesliga      | 2     | 0      | 0            | 0            | –      | –      | 2     | 0      |
| Energie Cottbus    | Ogólnie            | Ogólnie            | 63    | 1      | 7            | 0            | 0      | 0      | 70    | 1      |
| FC Viktoria Köln   | 2013/2014 w        | Regionalliga West  | 12    | 0      | 0            | 0            | –      | –      | 12    | 0      |
| FC Viktoria Köln   | 2014/2015          | Regionalliga West  | 23    | 0      | 1            | 0            | –      | –      | 24    | 0      |
| FC Viktoria Köln   | 2015/2016          | Regionalliga West  | 24    | 2      | 2            | 0            | –      | –      | 26    | 2      |
| FC Viktoria Köln   | 2016/2017          | Regionalliga West  | 14    | 0      | 0            | 0            | 1      | 0      | 15    | 0      |
| FC Viktoria Köln   | Ogólnie            | Ogólnie            | 73    | 2      | 3            | 0            | 1      | 0      | 77    | 2      |
| Ogólnie w karierze | Ogólnie w karierze | Ogólnie w karierze | 255   | 11     | 18           | 1            | 1      | 0      | 274   | 12     |